# Cirrhochrista caconalis
Cirrhochrista caconalis là một loài bướm đêm trong họ Crambidae.